# 1980년 미국 상원의원 선거
1980년 미국 상원의원 선거는 1980년 11월 4일 미국에서 치러진 상원의원 선거로, 같이 치러진 대선에서 로날드 레이건 후보가 승리한 데에 힘입어 공화당이 26년만에 다수당이 되었다.

## 선거 결과
| 정당   | 선거결과 | 의석 수 |
| ------ | -------- | ------- |
| 공화당 | 22석     | 53석    |
| 민주당 | 12석     | 46석    |
| 무소속 | 1석      | 1석     |